# Cachoeira (Bahia)
Pour les articles homonymes, voir Cachoeira.
Cachoeira est une municipalité brésilienne de l'État de Bahia et la microrégion de Santo Antônio de Jesus.

## Personnalités
- Beatriz Moreira Costa (1931–2017), « mãe de santo », auteure et artiste, est née à Cachoeira.
- Kabengele Munanga (1940 - ), anthropologue d'origine congolaise réside dans cette commune.